# Missões diplomáticas do Camboja

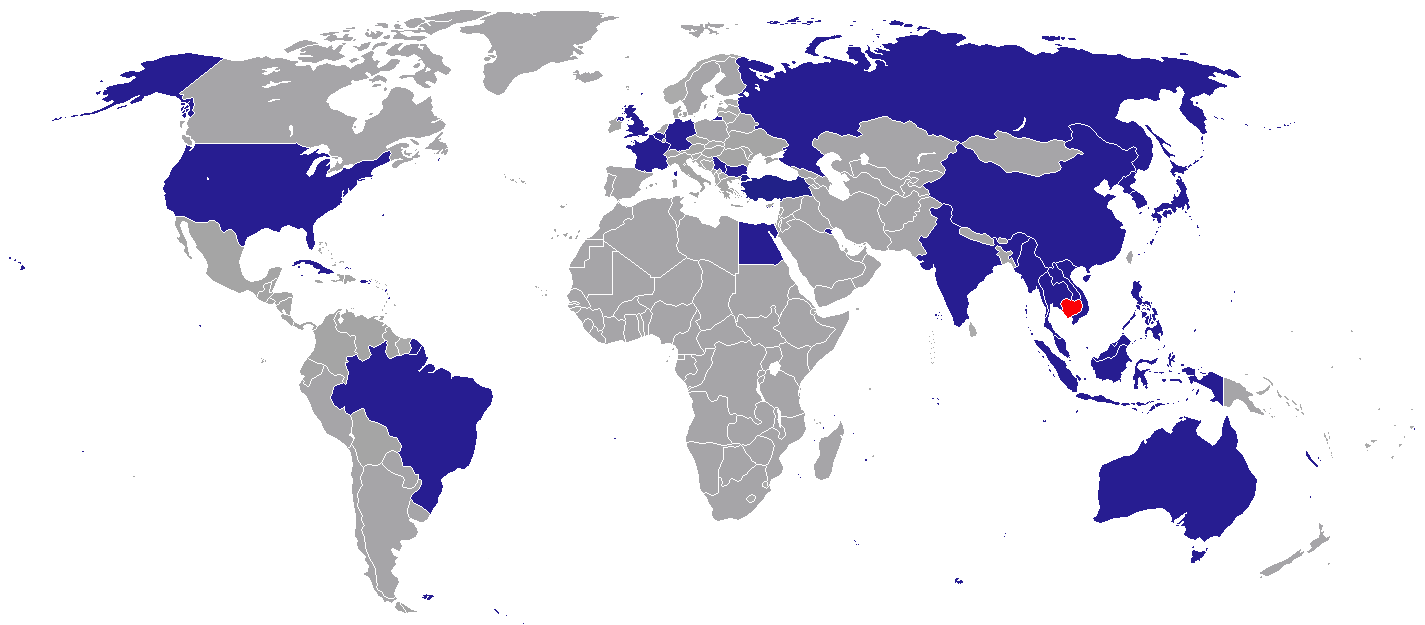
Missões diplomáticas do Camboja.

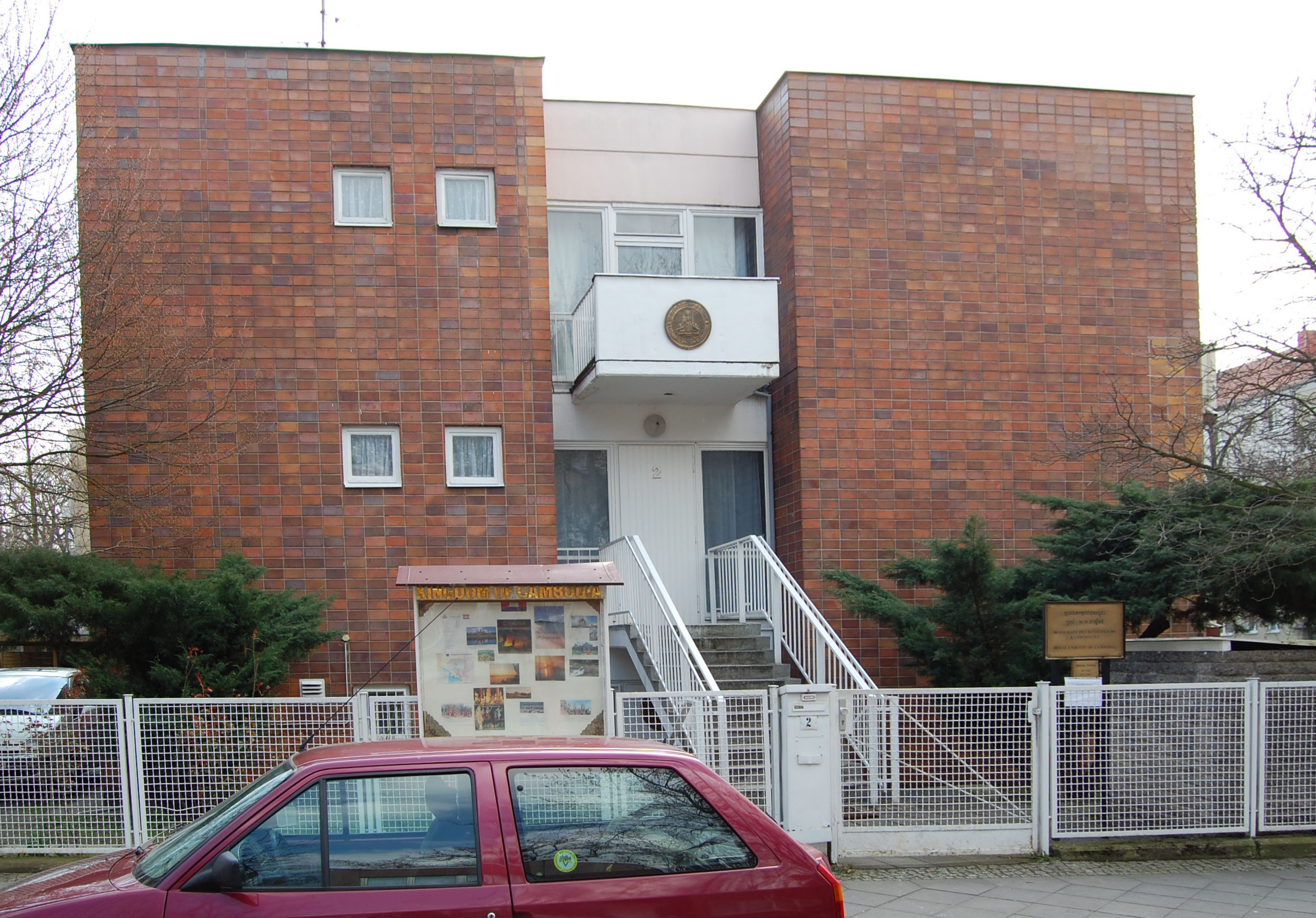
Embaixada do Camboja em Berlim, Alemanha.

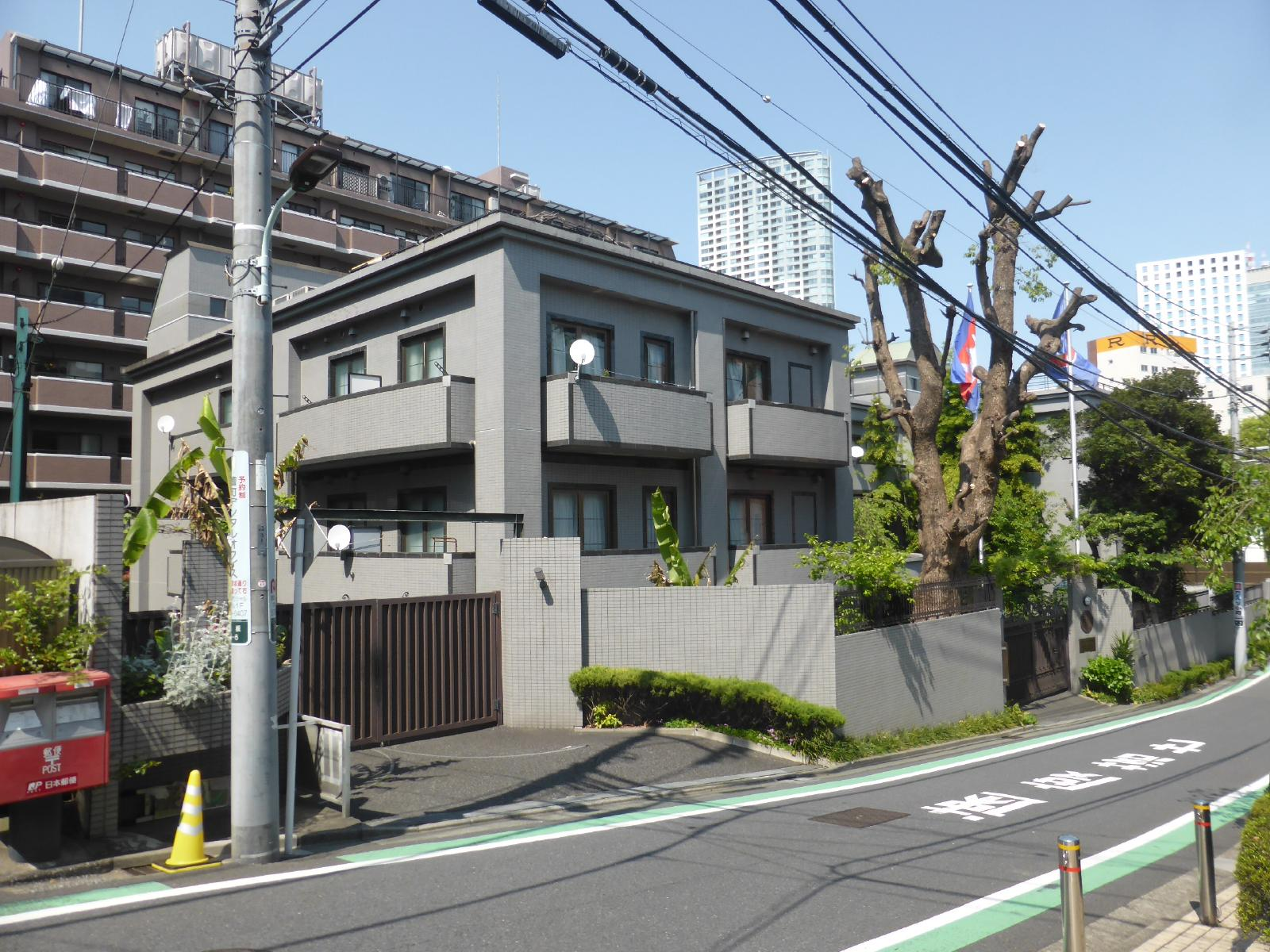
Embajada de Camboja em Tóquio, Japão.

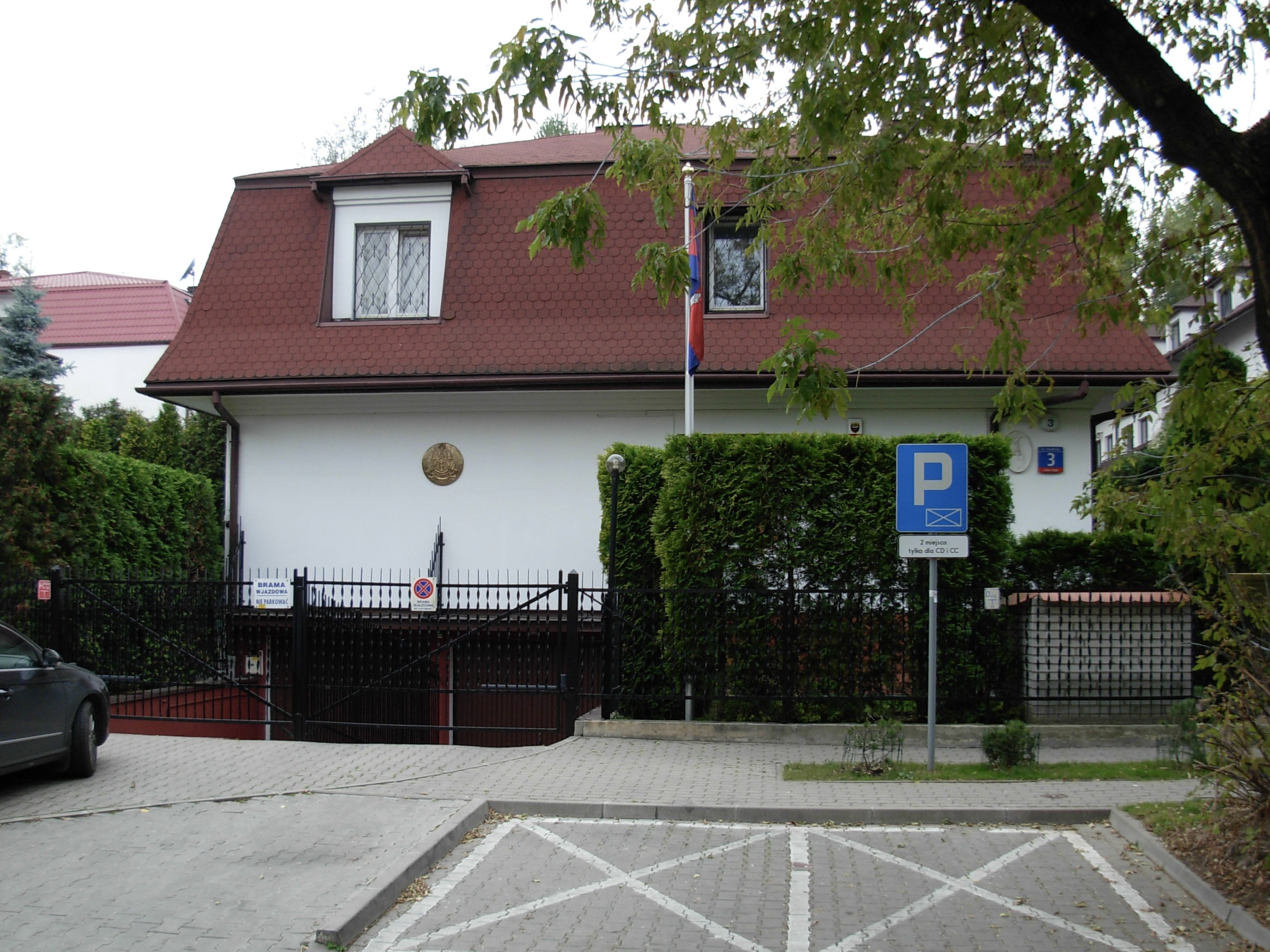
Embajada de Camboja em Varsóvia, Polônia.

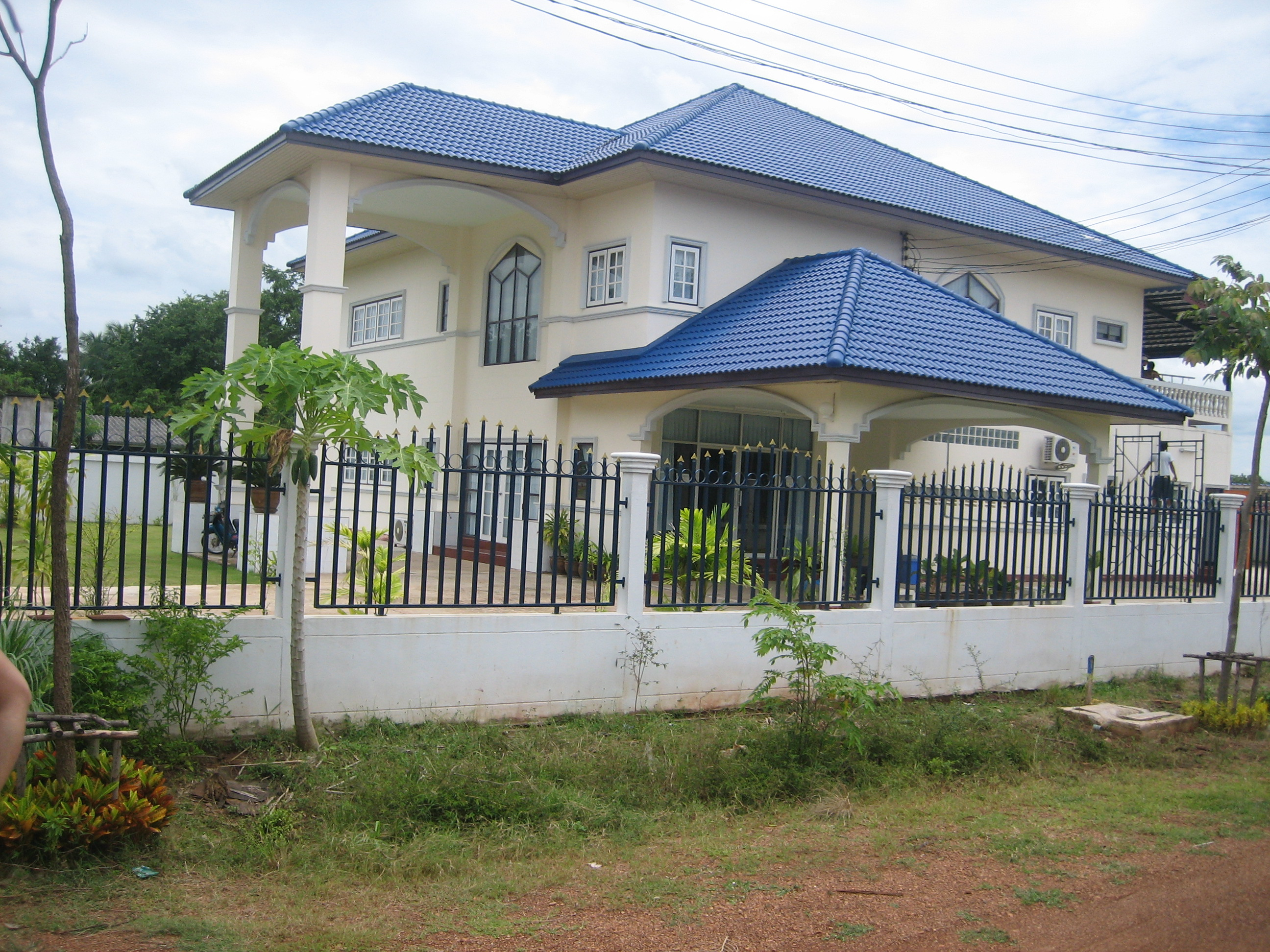
Consulado-Geral do Camboja em Aranyaprathet, Tailândia.

Abaixo se encontram as embaixadas e consulados do Camboja:

## Europa
- Alemanha
  - Berlim (Embaixada)
- Bélgica
  - Bruxelas (Embaixada)
- França
  - Paris (Embaixada)
- Polónia
  - Varsóvia (Embaixada)
- Reino Unido
  - Londres (Embaixada)
- Rússia
  - Moscou (Embaixada)

## América
- Brasil
  - Brasília (Embaixada)[1]
- Cuba
  - Havana (Embaixada)
- Estados Unidos
  - Washington DC (Embaixada)

## Ásia
- Brunei
  - Bandar Seri Begawan (Embaixada)
- China
  - Pequim (Embaixada)
  - Chongqing (Consulado-Geral)
  - Guangzhou (Consulado-Geral)
  - Hong Kong (Consulado-Geral)
  - Xangai (Consulado-Geral)
- Coreia do Norte
  - Pyongyang (Embaixada)
- Coreia do Sul
  - Seul (Embaixada)
- Filipinas
  - Manila (Embaixada)
- Índia
  - Nova Delhi (Embaixada)
- Indonésia
  - Jakarta (Embaixada)
- Japão
  - Tóquio (Embaixada)
- Laos
  - Vientiane (Embaixada)
- Malásia
  - Kuala Lumpur (Embaixada)
- Myanmar
  - Rangum (Embaixada)
- Singapura
  - Singapura (Embaixada)
- Tailândia
  - Bangkok (Embaixada)
  - Amphoe Aranyaprathet (Consulado-Geral)
- Vietname
  - Hanói (Embaixada)
  - Cidade de Ho Chi Minh (Consulado-Geral)

## Oceania
- Austrália
  - Camberra (Embaixada)

## Organizações multilaterais
- Bruxelas (Missão permanente do Camboja ante a União Europeia)
- Genebra (Missão permanente do Camboja ante as Nações Unidas e outras organizações internacionais)
- Nova Iorque (Missão permanente do Camboja ante as Nações Unidas)
- Paris (Missão permanente do Camboja ante a UNESCO)
- Singapura (Missão permanente do Camboja ante a ASEAN)